# Теории искусства
В самом широком смысле теория искусства направлена на освещение некоторых аспектов проекта определения искусства или на теоретизирование относительно структуры нашего понимания «искусства» без приведения классических определений, а именно тех, которые сформулированы в рамках «необходимых и достаточных» условий.

## Эстетическая реакция
Теории эстетической реакции или функциональные теории искусства являются во многих отношениях наиболее интуитивными теориями искусства. Как их основа выступает термин «эстетика», который относится к типу феноменального опыта, а эстетические дефиниции определяют произведения искусства как артефакты, сделанные для производства эстетического опыта. Природа может быть прекрасной, и она может производить эстетический опыт, но природа не обладает функцией такого производства. Для таковой функции необходимо намерение и, таким образом, художник как средство.
Как правило, с эстетическими дефинициями искусства связывают Монро Бердсли. По словам Бердсли, что-либо является искусством только в том случае, если это «или организация условий, нацеленная на способность предоставлять опыт с отмеченным эстетическим свойством или (в этой связи) организация, принадлежащая к классу или типу организаций, которые, как правило, нацелены на обладание такой способностью» (Эстетический взгляд: избранные эссе, 1982, 299). Художники организуют «условия» посредством краски/холста, а танцоры организуют «условия» посредством тела. Согласно первой части определения Бердсли, искусство имеет нацеленность на эстетическую функцию, но не все произведения искусства имеют успех в производстве эстетического опыта. Вторая часть позволяет признать те работы произведениями искусства, которые были нацелены на обладание таковым свойством, но не были успешны в этом (плохое искусство).
Образцовым контрпримером относительно эстетических дефиниций искусства является Фонтан Марселя Дюшана. Подобные работы относят к контрпримерам, потому что они являются произведениями искусства, которые не обладают нацеленностью на эстетическую функцию. Бердсли отвечает на это, говоря, что они либо не являются искусством или же они «комментарии к искусству» (1983): «Классифицировать их [Фонтан и подобные] как произведения искусства означало бы классифицировать множество глупых и иногда невразумительных журнальных статей и газетных заметок как произведения искусства» (с. 25). Этот ответ был воспринят многими как недостаточный. Это или предвосхищение основания, или же он упирается в произвольное различение произведений искусства и комментариев к ним. Великое множество теоретиков искусства в наши дни считают эстетические дефиниции искусства недостаточно широкими в основном из-за произведений искусства в стиле Дюшана.

## Формализм
Формалистская теория искусства утверждает, что мы должны обращать внимание только на формальные свойства искусства: «форма», а не «содержание». Данные формальные свойства могут включать относительно искусств визуального типа цвет, форму, очертание. Для музыкальных искусств ритм и гармонию. Формалисты не отрицают, что произведения искусства могут иметь содержание, образ или нарратив, но, скорее, они не считают, что подобные вещи являются важными для нашей оценки или понимания искусства.

## Институциональные
Институциональная теория искусства говорит о том, что объект может являться (стать) искусством в контексте института известного как «мир искусства».
Говоря о том, что, например, делает реди-мейды Марселя Дюшана искусством или же почему груда картонных коробок Brillo в супермаркете не являются искусством, в то время как Знаменитые Коробки Brillo Энди Уорхола являются, критик искусства и философ Артур Данто писал в своём эссе 1964 года «Мир искусства»:

Для того, чтобы считать что-либо искусством, требуется что-то, что глаз не может разглядеть - атмосфера художественной теории, знание истории искусства: мир искусства.
Согласно Роберту Дж. Яналу, в эссе Данто, в котором он вводит термин мир искусства, излагается первая институциональная теория искусства.
Версии институциональной теории были сформулированы более явно Джорджем Дики в его статье «Определяя искусство» (Квартальный Философский журнал, 1969) и его книгах «Эстетика: введение» (1971) и «Искусство и эстетика: институциональный анализ» (1974). Ранняя версия институциональной теории Дики может быть выражена следующим определением произведения искусства из работы «Эстетика: введение»: 

Произведение искусства в классификационном смысле есть: 1) артефакт 2) то, чему человек или люди, действующий от лица определённого социального института (мир искусства), предоставили статус кандидата для оценки.
Дики переформулировал свою теорию в нескольких книгах и статьях. Другие философы искусства критиковали его определения, обвиняя их в круговом характере.

## Исторические
Исторические теории искусства утверждают, что для того, чтобы что-то стало искусством, это что-то должно иметь отношение к существующим произведениям искусства. Правильное расширение «искусства» во время t (настоящее) включает dсе работы во время t-1 и дополнительно все работы, созданные за истёкшее время. Для того, чтобы эти дополнительные работы были искусством, они должны быть похожими на ранее установленные произведения искусства или иметь к ним отношение. Такое определение ведёт к вопросу о том, откуда этот унаследованный статус происходит. Именно поэтому исторические дефиниции искусства должны также включать часть, относящуюся к первому искусству: что-либо является искусством, если оно обладает историческим отношением к предыдущим произведениям или к первому искусству.
К данному направлению, прежде всего, относят Джерольда Левинсона (1979). Для Левинсона, «произведение искусства есть вещь, созданная для рассмотрения-в-качестве-произведения-искусства: рассмотрения любым способом из тех, которыми предыдущие произведения искусства правильно оценивались» (1979, с. 234). Левинсон далее проясняет, что под «созданная для» он имеет в виду: «создание, присвоение или понимание для того, чтобы» (1979, с.236). Некоторыми способами для рассмотрения (в настоящее время) являются: рассмотрение с полным вниманием, созерцательное рассмотрение, рассмотрение с особым вниманием к внешнему виду, рассмотрение с «эмоциональной открытостью» (1979, с. 237). Если объект не предназначен для рассмотрения никакими из установленных способов, то он не является искусством.

## Антиэссенциалистские
Некоторые теоретики искусства предположили, что попытка определить искусство должна быть оставлена, и вместо этого предложили антиэссенциалистскую теорию искусства. В «Роли теории в эстетике» (1956) Моррис Витц, как известно, говорит, что необходимые индивидуально и вместе достаточные условия никогда не будут установлены для понятия «искусство», потому что это «открытое понятие». Витц описывает открытые понятие как те, у которых «условия применения исправляемы и корректируемы». В случае пограничных моментов в искусстве и контрпримеров prima facie открытые понятия «призывают к некоторому решению с нашей стороны по расширению понятия для охвата этого или к отбрасыванию понятия и к введению нового для того, чтобы разобраться с этим новым случаем и его новым свойством». Вопрос о том, является ли новый артефакт искусством или нет, «не есть проблема факта, но, скорее, решения, где вердикт зависит от того, расширим ли мы или нет набор условий для применения понятия». Для Витца, «сама обширная, авантюрная природа искусства, его всегда наличные изменения и новые произведения» делают невозможным схватить его классическим определением (как некоторую неподвижную однозначную сущность).
В то время как антиэссенциализм формально не был побеждён, он оспаривался и споры относительно антиэссенциалистских теорий были впоследствии сведены на нет эссенциалистскими определениями, которые казались лучшими. Высказываясь после Витца, Берис Гот возродил антиэссенциализм в философии своей работой «„Искусство“ как кластерное понятие» (2000). Кластерные понятия состоят из критериев, которые содействуют приданию статуса искусства, но индивидуально не необходимы для статуса искусства. Есть одно исключение: произведения искусства созданы действующими лицами, и таким образом, бытие артефактом необходимо для бытия произведением искусства. Гот (2005) предлагает набор из десяти критериев, которые содействуют приданию статуса искусства:
«(i) обладание позитивными эстетическими свойствами (я использую здесь понятие позитивных эстетических свойств в узком смысле, включающем в себя красоту и её подвиды);
Удовлетворение всех десяти критериев было бы достаточным для искусства, а также любого подмножества, сформированного девятью критериями (это следствие того, что ни одно из десяти свойств не является необходимым). Например, рассмотрите два из критериев Гота: «обладание эстетическим достоинством» и «выражение эмоции» (200, с.28). Ни один из этих критериев не является необходимым для статуса искусства, но оба являются частями подмножеств этих десяти критериев, которые достаточны для статуса искусства. Определение Гота также допускает большое количество подмножеств, достаточных для статуса искусства, с менее чем девятью критериями, что ведёт к крайне плюралистической теории искусства.
Теория искусства также находится под влиянием философского поворота в мышлении, представленного не только эстетикой Канта, но связанного более близко с онтологией и метафизикой в рамках размышлений Хайдеггера о сущности современной техники и последствиях, которые она имеет на все существа, сведённые к тому, что он называет «постоянным резервом». И именно с этого взгляда на вопрос он исследовал искусство по ту сторону истории, теории и критики художественного производства, как например, представлено в его влиятельной работе «Исток художественного творения». Она также имела влияние на архитектурное мышление в его философских истоках.

## Эстетическое производство
Зангвилл описывает теорию искусства эстетического производства как теорию того, «как искусство производится» (с.167) и как теорию, «опирающуюся на художника». Зангвилл различает три фазы создания произведения искусства:
«Во-первых, понимание того, что посредством создания некоторых неэстетических свойств будут реализованы эстетические; во-вторых, намерение реализовать эстетические свойства в неэстетических свойствах как предусмотрено в понимании; и, в-третьих, более или менее успешное действие по реализации эстетических свойств в неэстетических свойствах как предусмотрено в понимании и намерении.» (45) 
В создании произведения искусства понимание играет причинную роль в осуществлении действий, достаточных для реализации отдельных эстетических свойств. Зангвилл не описывает это отношение в подробностях, но только говорит, что «из-за» этого понимания создаются эстетические свойства.
Эстетические свойства реализуются посредством неэстетических свойств, которые «включают физические свойства, такие как форма и размер, и вторичные свойства, такие как цвета и звуки.» (37) Зангвилл говорит, что эстетические свойства вытекают из неэстетических свойств: это из-за отдельных неэстетических свойств произведение обладает определёнными эстетическими свойствами (а не наоборот).

## Что такое «искусство»?
Как лучше всего определить термин «искусство» есть предмет постоянных споров; напечатано множество книг и журнальных статей, в которых содержатся споры относительно даже самых основ того, что мы имеем в виду под термином «искусство». Теодор Адорно заявлял в своей «Эстетической теории» 1969 г., что «самоочевидно, что ничего относительно искусства не самоочевидно.» Все: художники, философы, антропологи, психологи и программисты используют понятие искусства в их соответствующих областях и дают практические определения, которые значительно различаются. Кроме того, ясно, что даже самое базовое значение термина «искусство» сменилось несколько раз на протяжении столетий и продолжило развиваться также и в 20 веке.
Недавнее главное значение слова «искусство» является приблизительно сокращением к творческому искусству или «изящным искусствам». Здесь мы имеем в виду навык, который используется для выражения творчества художника, вовлечения эстетической чувствительности публики или же для привлечения публики к рассмотрению более «изящных» вещей. Часто, если умение используется в функциональном объекте, люди будут смотреть на него как на ремесло, а не на искусство: предположение, которое крайне оспаривается многими современными мыслителями ремесла. Подобным образом, если умение используется в рекламе или же в производстве, оно может рассматриваться в качестве дизайна, а не искусства. С другой стороны, он может быть понят как форма искусства, которую, пожалуй, можно назвать декоративно-прикладным искусством. Некоторые мыслители, например, утверждали, что разница между изящными искусствами и декоративно-прикладным состоит, скорее, в действительной функции объекта, чем в какой-либо чёткой разнице в определениях. Искусство обычно не подразумевает никакой иной функции, кроме выражения или передачи идеи.
Ещё даже в 1912 году на Западе было нормальным предполагать, что всё искусство направлена на красоту и, таким образом, что всё, что не пытается быть красивым, не может считаться искусством. Кубисты, дадаисты, Стравинский и многие более поздние движения в искусстве боролись против идеи, что красота является центральным моментом в определении искусства, с таким успехом, что, согласно Данто, «Красота исчезла не только из передового искусства 1960х, но также из продвинутой философии искусства этого десятилетия.» Возможно, такие понятия как «выражение» (в теориях Кроче) или «противоокружение» (в теории Маклюэна) могут исполнить предыдущую роль красоты. Брайан Массуми вернул назад к обсуждению «красоту» и «выражение». Другой точкой зрения, не менее важная для философии искусства, чем таковая, относящаяся к «красоте», является та, что относится к «возвышенному», развитая в двадцатом веке философом-постмодернистом Жаном-Франсуа Лиотаром. Следующий подход, разработанный Анре Мальро в его работе «Голоса тишины», говорит о том, что искусство в его основе есть ответ на метафизический вопрос («„Искусство“, пишет он, „есть анти-судьба“»). Мальро утверждает, что, в то время как искусство порой было ориентировано на красоту и возвышенное (преимущественно в пост-ренессансном европейском искусстве), эти качества, как показывает более широкая история искусства, не являются существенными для него.
Возможно (как в теории Кенника), никакое определение искусства более не возможно. Возможно, искусство должно мыслится как кластер родственных понятий в витгенштейнианской манере (как у Витца или Бойса). Другой подход утверждает, что «искусство» по существу есть социологическая категория, так что всё, что бы школы искусства, музеи и художники не определяли как искусство, является таковым вне зависимости от формальных определений. Эта «институциональная теория искусства» поддерживалась Джорджем Дики. Большинство людей не рассматривало изображение купленного в магазине писсуара или коробки Brillo в качестве искусства, пока Марсель Дюшан и Энди Уорхол (соответственно) не поместили их в контекст искусства (то есть в художественную галерею), что обеспечило ассоциацию этих объектов с ассоциациями, которые определяют искусство.
Процедуралисты часто заявляют, что процесс, посредством которого произведение искусства создаётся или рассматривается, делает его искусством, а не какая-либо внутренняя особенность объекта или то, как институты мира искусства воспримут его после представления его широкой публике. Если поэт запишет несколько строк, намереваясь написать поэму, сама процедура, посредством которой она написана, делает её поэмой. В то время, как, если журналист напишет тот же набор слов, намереваясь написать конспект для создания более длинной статьи в будущем, это не будет поэмой. Лев Толстой, с другой стороны, утверждает в своей работе «Что такое искусство?» (1897), что определяющим для искусства является то, как оно воспринимается публикой, а не намерение его творца. Функционалисты, как Монро Бердсли, заявляют, что то, является ли что-либо искусством или нет, зависит от функции, которую оно играет в отдельном контексте; одна и та же греческая ваза может исполнять нехудожественную функцию в одном контексте (переноска вина) и художественную функцию в другом (помогает нам оценить красоту человеческой фигуры).
Марксистские попытки определить искусство концентрируются на его месте в способе производства, как в эссе Вальтера Беньямина «Автор как производитель», и/или его политической роли в классовой борьбе. Пересматривая некоторые понятия марксистского философа Луи Альтюссера, Гари Тедман определяет искусство в рамках социального воспроизводства отношений производства на эстетическом уровне.

## Каким должно быть искусство?
Для искусства было установлено множество целей, и эстетики часто заявляют, что та или иная цель является в некотором роде более важной. Клемент Гринберг, например, в 1960 году утверждал, что каждое эстетическое средство должно стремиться к тому, что делает его уникальным среди возможных средств, а затем очистить себя от всего прочего, что не есть выражение собственной уникальности как формы. Дадаист Тристан Тцара, с другой стороны, в 1918 году усмотрел функцию искусства в уничтожении безумного социального порядка. «Мы должны мести и очищать. Утвердить чистоту индивида после состояния безумия, агрессивного полного безумия мира, отданного в руки бандитов.» Формальные цели, творческие цели, самовыражение, политические цели, духовные цели, философские цели и даже более относящиеся к восприятию и эстетические цели — все были популярными изображениями того, каким должно быть искусство.

## Ценность искусства
Толстой следующим образом определял искусство: «Искусство есть деятельность человеческая, состоящая в том, что один человек сознательно известными внешними знаками передает другим испытываемые им чувства, а другие люди заражаются этими чувствами и переживают их.» Тем не менее, это определение является всего лишь исходным пунктом для его теории ценности искусства. В определённом смысле, ценность искусства для Толстого заключается в ценности переживания. Тем не менее, иногда переживание не является ценным. В 15 главе работы «Что такое искусство?» Толстой говорит, что некоторые чувства являются хорошими, но остальные плохи, так что искусство ценно только тогда, когда оно производит переживания хороших чувств. Например, Толстой заявляет, что сочувствие к испорченным членам правящего класса делает общество, скорее, хуже, чем лучше. В главе 16 он утверждает, что лучшее искусство является «всемирным искусством», которое выражает простое, доступное и позитивное чувство.
Спор о ценности искусства, использованный в книге «Автостопом по галактике», начинается с вопроса о том, каков должен быть ответ человечества, если бы некоторая внешняя сила, представляющая неминуемое уничтожение Земли, спросила человечество, в чём его ценность. Продолжается он тем, что единственным оправданием, которое человечество могло бы дать своему дальнейшему существованию, были бы вещи, что оно сотворило в прошлом и что оно продолжит творить, подобные пьесе Шекспира, картине Рембрандта или концерту Баха. Предположение состоит в том, что это суть ценные вещи, которые определяют человечество. Кто бы что ни думал о данном заявлении (и оно, как представляется, занижает ценность многих прочих достижений, на которые человечество оказалось способным как индивидуально, так и коллективно), верно, что искусство представляется обладающим специальной способностью продолжать жить и после момента своего рождения, во многих случаях столетия и тысячелетия. Эта способность искусство продолжать жить в течение времени (именно то, что оно есть и как действует) была широко пренебрегаема современной эстетикой.